# Dorfkirche Gellmersdorf

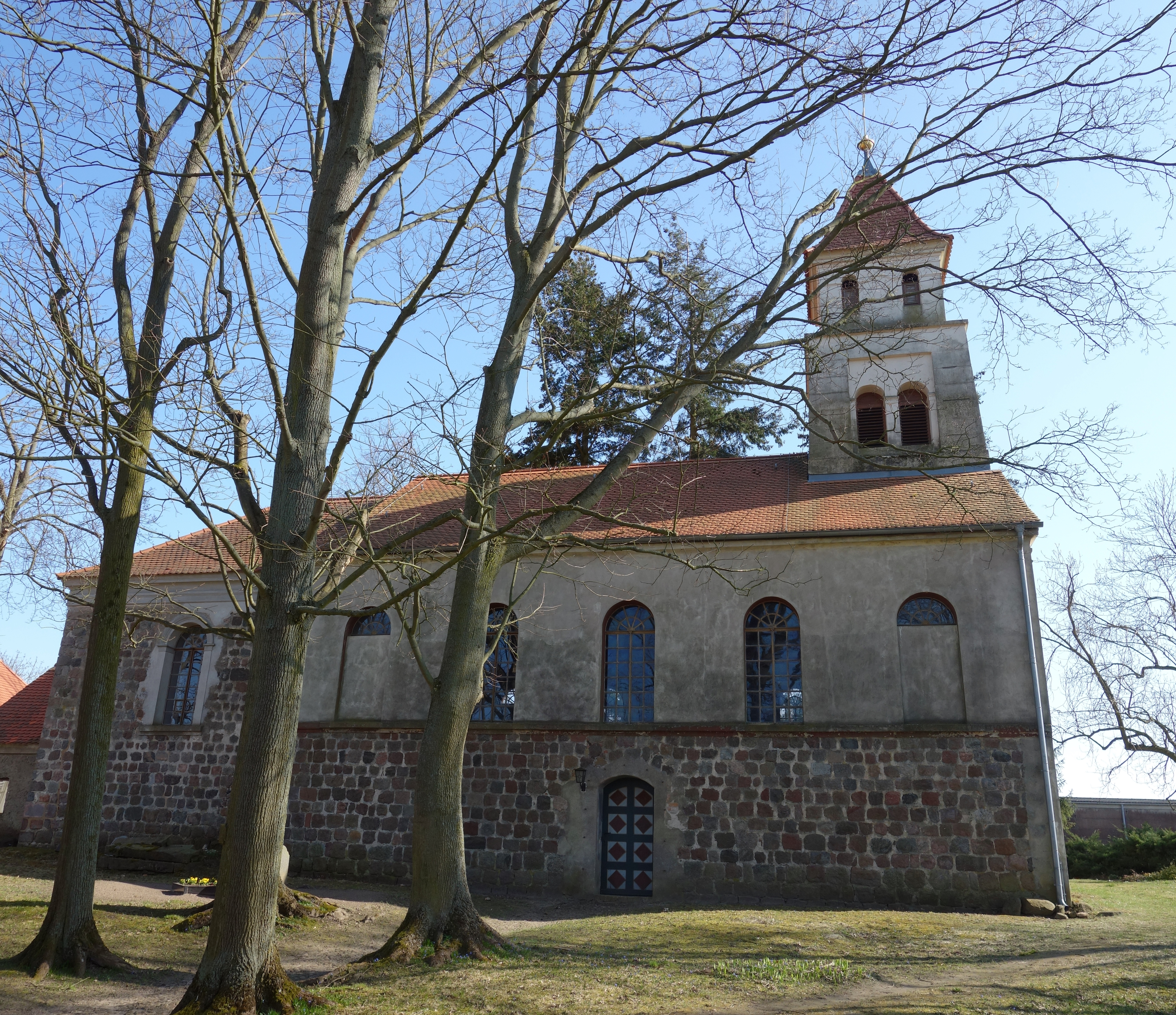
Dorfkirche Gellmersdorf

Die evangelische, denkmalgeschützte Dorfkirche Gellmersdorf steht in Gellmersdorf, einem Ortsteil der Stadt Angermünde im Landkreis Uckermark in Brandenburg. Die Kirchengemeinde gehört zum Pfarrsprengel Angermünde im Kirchenkreis Uckermark der Evangelischen Kirche Berlin-Brandenburg-schlesische Oberlausitz.

## Geschichte
Im Jahre 1513 war Gellmersdorf eine Filialkirche von Stolpe und die Kirche besaß vier Pfarrhufe und auf dem Pfarrhof wohnte ein Bauer.

### Beschreibung

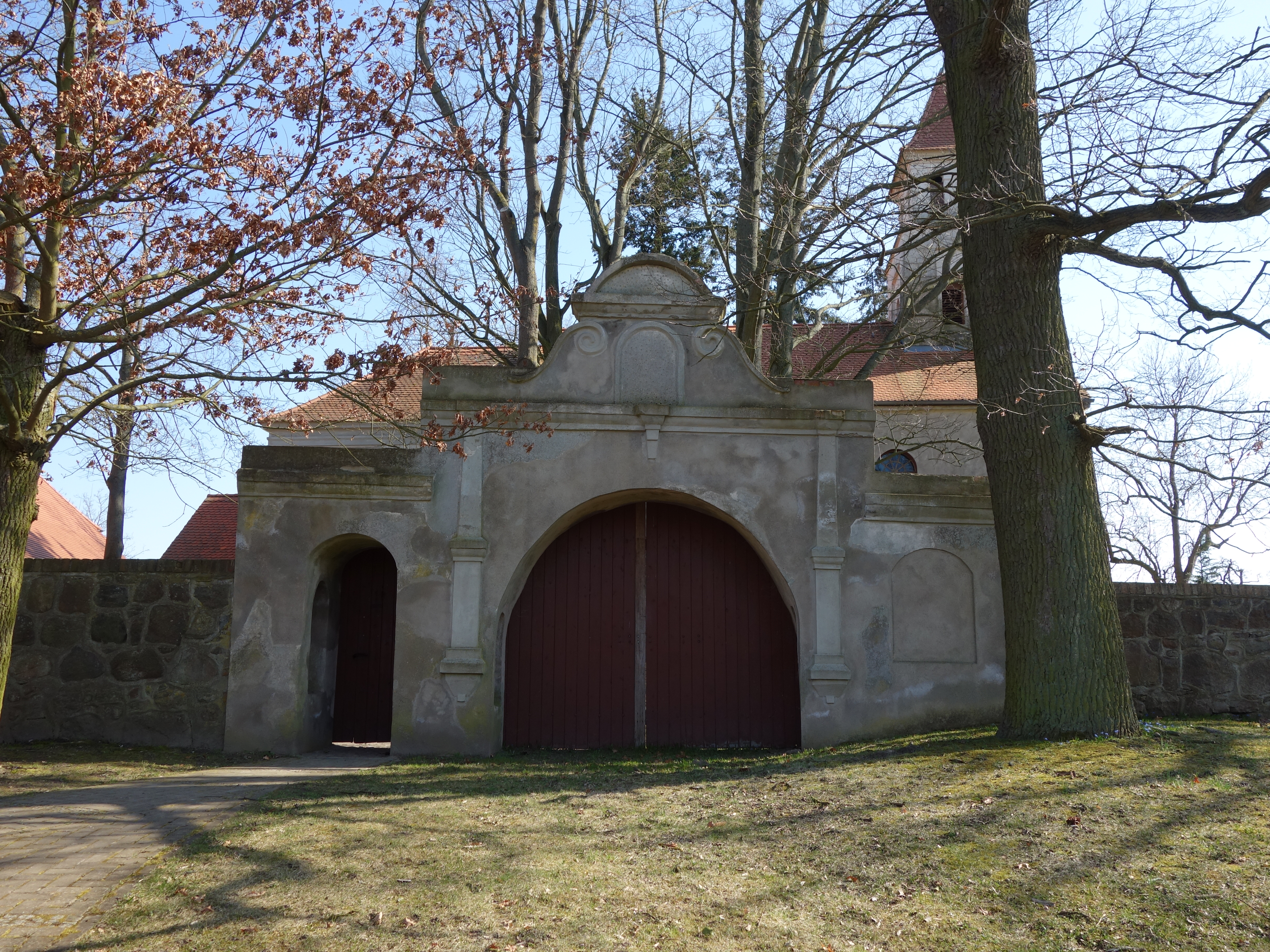
Friedhofsportal Gellmersdorf 17. Jahrhundert

Der Ursprungsbau ist eine Feldsteinkirche aus der zweiten Hälfte des 13. Jahrhunderts. Sie wurde 1826 bei einem Brand zerstört. Die unteren Teile der Wände des Langhauses und die Wände des eingezogenen Chors im Osten aus Feldsteinen blieben erhalten. Die Saalkirche wurde 1832/33 im Rundbogenstil wieder aufgebaut. Aus dem Satteldach des Langhauses erhebt sich im Westen ein Dachturm, dessen unteres Geschoss hinter den als Biforien gestalteten Klangarkaden den Glockenstuhl beherbergt, in dem eine 1880 gegossene Kirchenglocke hängt. Darauf sitzt ein eingezogenes Geschoss, das mit einem Pyramidendach bedeckt ist. Die Kirche hat folgende Maße: Das Kirchenschiff ist 16 Meter lang, die Breite des Schiffs beträgt 11, 6 Meter, die Chorlänge 7,5 Meter und die Chorbreite 6,6 Meter. Das Renaissance-Portal in der Feldstein-Kirchhofsmauer wurde im 17. Jahrhundert errichtet.

### Der Innenraum

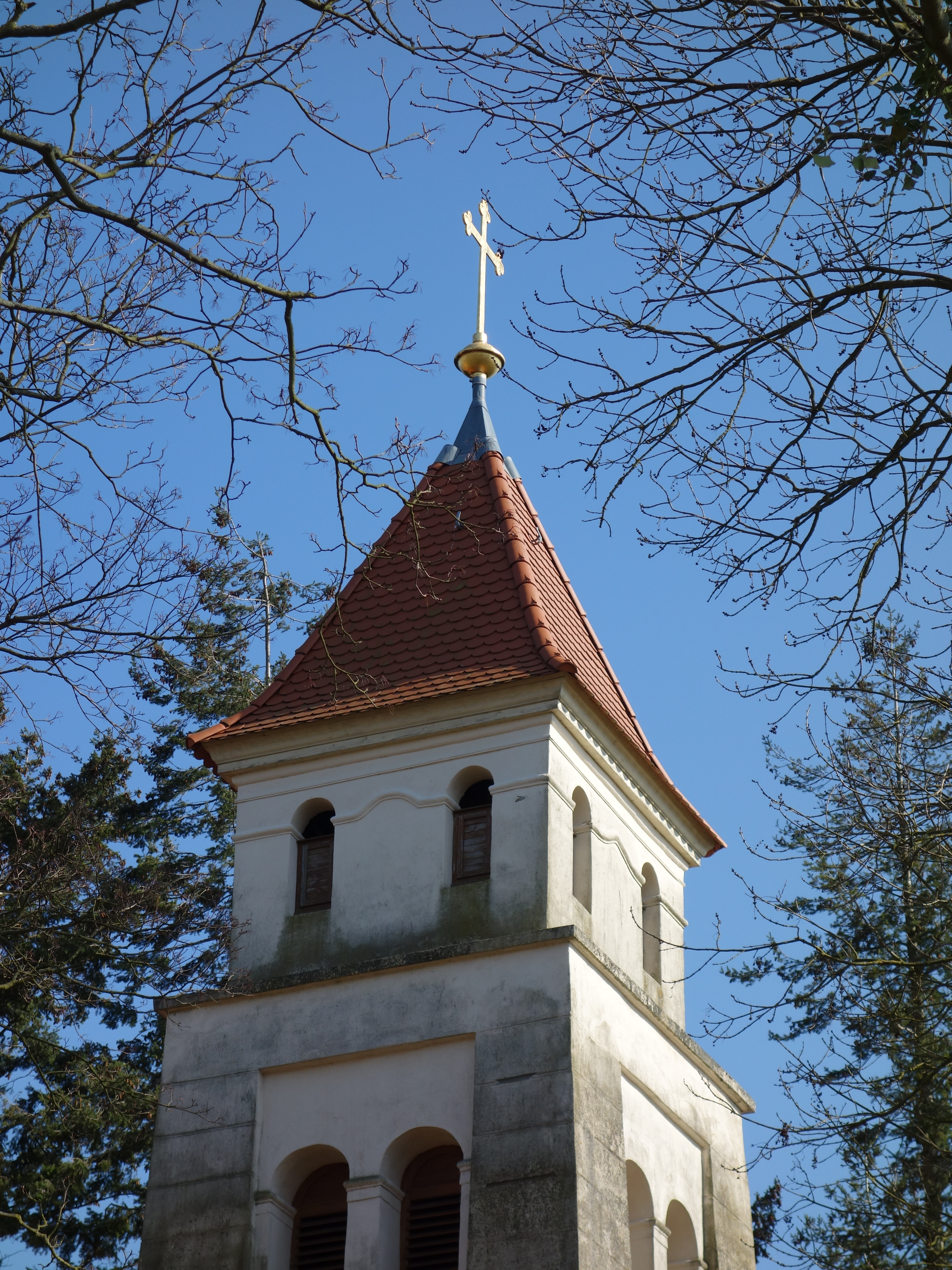
Turmhaube Dorfkirche Gellmersdorf 2018

Im Innenraum sind Langhaus und Chor mit einem rundbogigen Triumphbogen verbunden und mit einer Kassettendecke überspannt, die von zwei Reihen oktogonaler Pfeiler mit Kapitellen getragen wird. Der Kanzelaltar, der von kannelierten Pilastern flankiert wird, ist nach dem Wiederaufbau errichtet worden. Die Orgel mit sechs Registern, einem Manual und einem angehängten Pedal wurde 1852 von Carl Ludwig Gesell und Carl Schultze gebaut. 1912 wurde die Kirche ausgemalt.
Im Turm hingen zwei Glocken von 1880, die in der Glockengießerei von Carl Voß und Sohn in Stettin gegossen wurde. Wie bei vielen Kirchen in Deutschland wurde im Zweiten Weltkrieg eine der zwei Glocken abgenommen und eingeschmolzen – für Bomben und Kanonen.

### Die Ausstattung
Zum Inventar gehörten im Jahre 1535 ein Abendmahlskelch, ein Viatikum (Gegenstände für die Sterbekommunion) und eine Patene. Im Jahre 1600 verzeichnete man ein liturgisches Gewand, ein sogenanntes Seidenkasel, zwei Messingleuchter, ein Messbuch (auch Missale), eine Kirchenordnung und eine zweite Patene (auch Hostienschale).

### Die neue Glocke

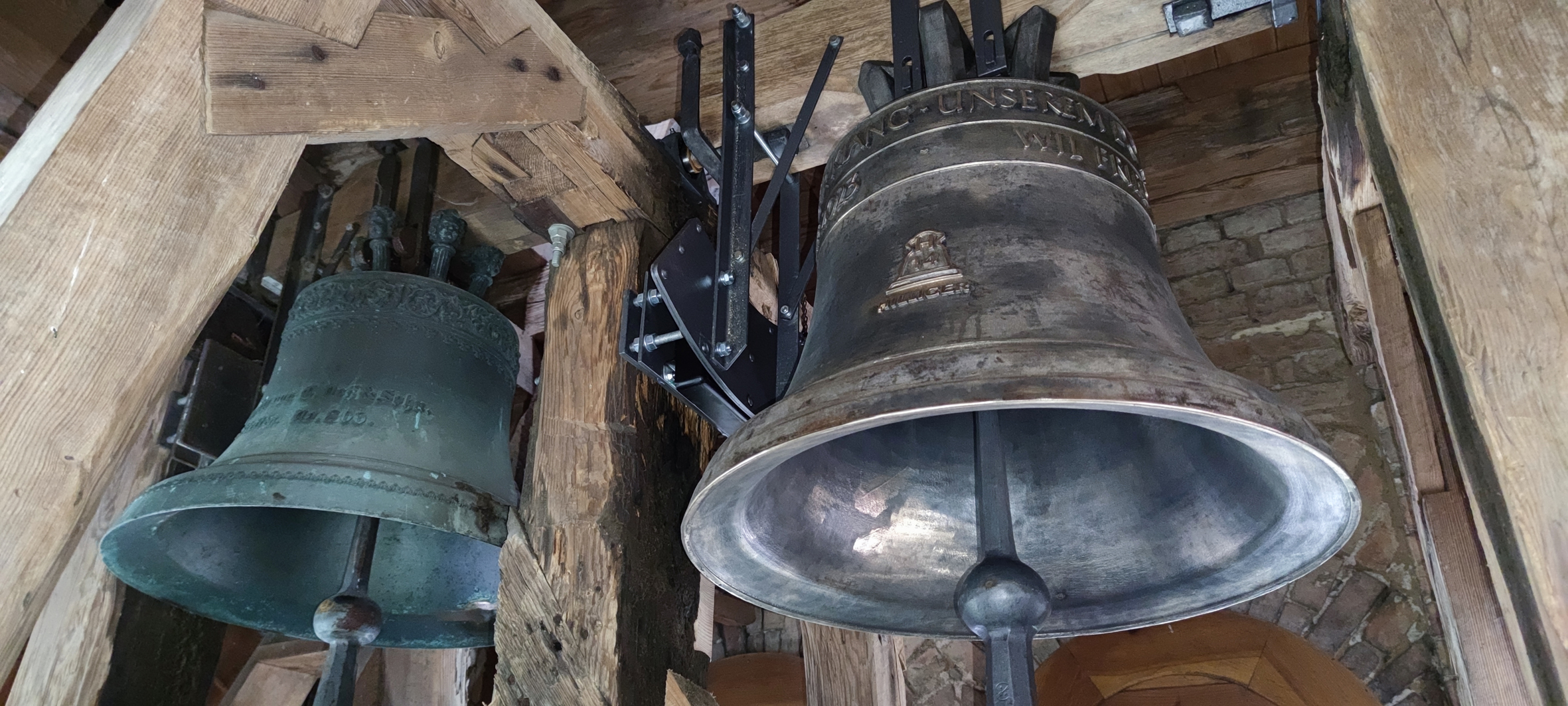
Zwei Glocken Gellmersdorf 12–23, (die Neue rechts)

Im Turm hingen ursprünglich zwei Glocken, von denen eine im Zweiten Weltkrieg als Metallspende des deutschen Volkes abgegeben wurde und verloren ging. Da der Schriftsteller Wilfried Bergholz im Jahr 2023 schon 40 Jahre in Gellmersdorf lebt und schreibt kam er auf die Idee, anlässlich seines 70. Geburtstags der Gemeinde wieder eine zweite Glocke zu stiften. Nachdem die Tonhöhe bestimmt worden war, konnte die Glocke am 20. Oktober 2023 im Sächsischen Metallwerk in Freiberg gegossen werden. Neben dem Stifter waren auch Pfarrer Uwe Eisentraut und einige Gemeindemitglieder bei diesem besonderen Ereignis dabei.
Am 9. Dezember 2023 konnte Pfarrer Uwe Eisentraut die neue Glocke in der Dorfkirchen weihen und führte in seiner Predigt aus: „Damit ist der Krieg hier zu Ende, nach 80 Jahren ist der letzte Kriegsschaden beseitigt“. Die neue Glocke trägt die Aufschrift „UNSEREM GOTT DER KLANG - UNSEREM DORF MEIN DANK - WILFRIED BERGHOLZ 2023“. Auch der Kirchturm selbst musste vorher noch ertüchtigt werden und so konnte das neue Geläut nach der feierlichen Glockenweihe das erste Mal erklingen.

#### Daten der Glocken

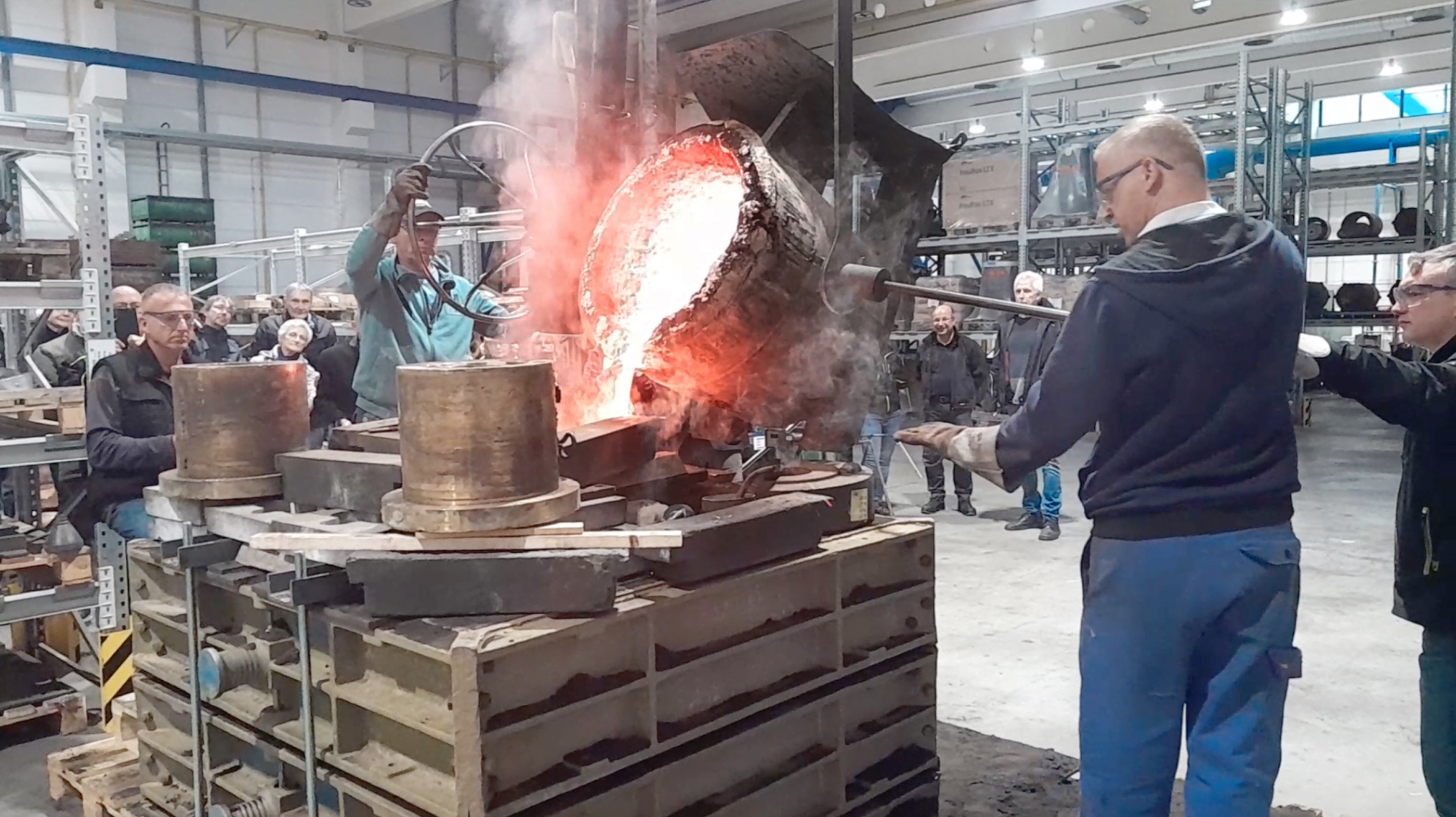
Glockenguss für Gellmersdorf 20. Oktober 2023 im SM Sächsischen Metallwerk Freiberg GmbH

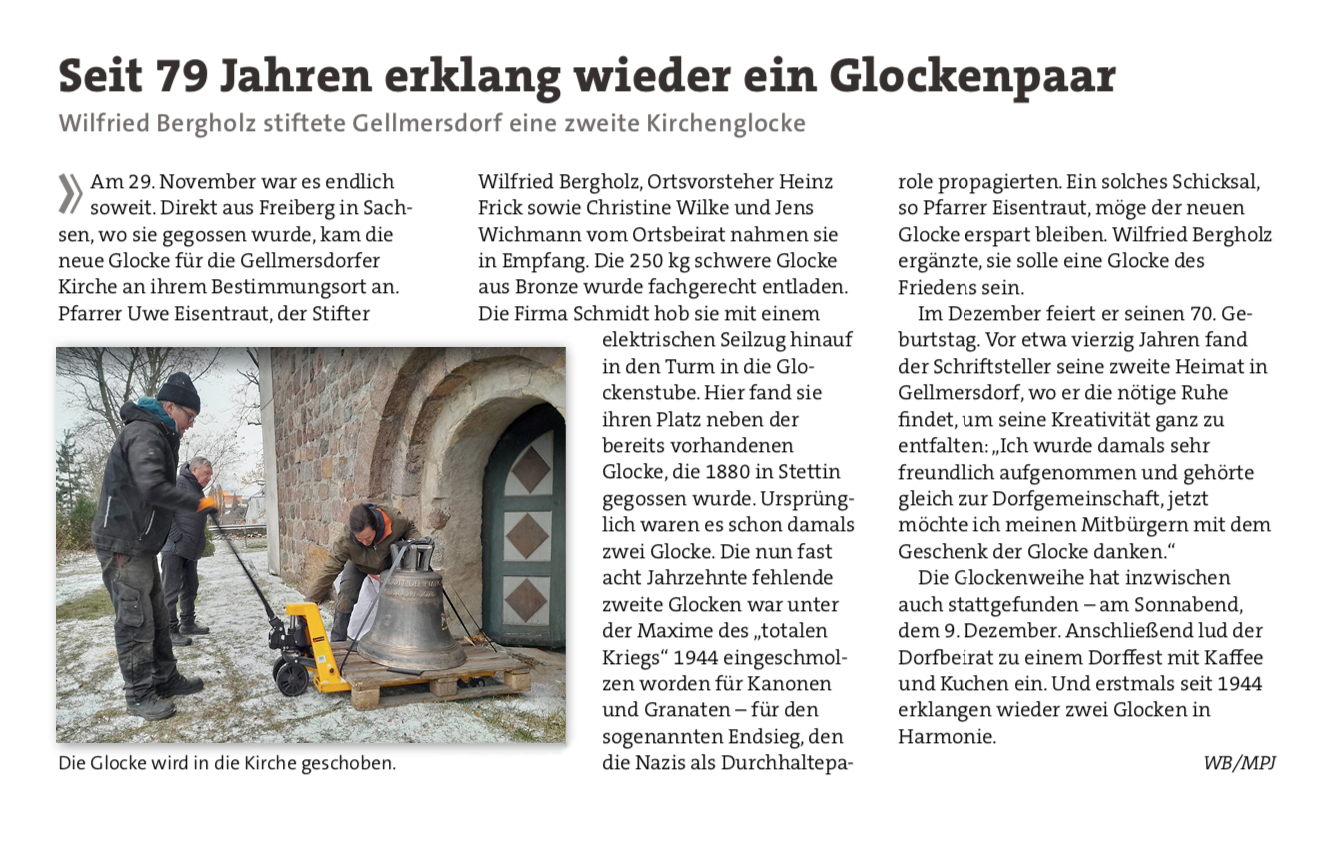
Angermünder Nachrichten vom 22. Dezember 2023

- Alte Glocke 1880: Gewicht ca. 130 kg, Durchmesser 584 Millimeter, Höhe 528 Millimeter, schräge Höhe 475 Millimeter
  - Aufschrift Vorderseite: (Fracturschrift ähnlich Schwabacher) „Gelobet seist du, Jesu Christ ! Gellmersdorf 1880“
  - Aufschrift Rückseite: Gegossen von C. Voß & Sohn Stettin. No. 800
  - Nominalton fis2
  - Krone: 6-fache Henkelkrone, je Henkel kanneliertes Säulenmotiv mit Engelskopf
- Die Neue Glocke 2023: Rohgewicht der Glocke 240 kg zzgl. 5 % Abbrand = 252 kg, Werkstoff: GS-CuSn22 – Glockenbronze (GS=Sandguss, Cu=Kupfer, Sn=Zinn)
  - Gegossen von SM Sächsischen Metallwerk Freiberg GmbH
  - Nominalton d"